# Vida de Santa Oria
La Vida de Santa Oria es un poema hagiográfico medieval en castellano compuesto por el sacerdote Gonzalo de Berceo, perteneciente a la escuela poética denominada Mester de Clerecía.

## Estructura
Narra en cuaderna vía y versos alejandrinos la vida de una monja benedictina que vivió reclusa en el monasterio de San Millán de Suso. La fuente del poema, según el propio autor, era la Vita Sanctae Aureae escrita por Muño, el maestro y confesor de la santa y de su madre Amunia, un monje emilianense del s. XI, texto que no ha llegado a la posteridad. La obra está incompleta y presenta doscientas cinco estrofas; las veintiuna últimas parecen añadidas, quizá por el mismo Berceo. Como es habitual en el autor, consta de tres partes principales, cada una centrada en torno a una visión sobrenatural de la protagonista:
- I, estrofas 25-109;
- II, estrofas 110-136, que narra la visión central de la Virgen;
- III, estrofas 137-179.

El texto se enmarca además entre una introducción (estrofas 1-24) y un epílogo (180-184), formando una estructura ojival tensiva y distensiva en torno a la visión central. Se cree que fue la última obra compuesta por Berceo, en la segunda mitad del siglo XIII y con toda probabilidad después de 1252.

## Argumento
Joaquín Gimeno Casalduero resume así su argumento: "La introducción presenta a Santa Oria, cuenta su vida hasta el momento en que empiezan las visiones; es decir, habla de su patria y de sus padres, refiere su entrada en el monasterio, enumera sus virtudes, y atribuye a esas virtudes los méritos por los que gana la felicidad eterna tras la muerte y la gracia de la visión en esta vida. Terminada la introducción, se desarrollan las tres partes -las tres visiones- sobre las que el poema se levanta. En la primera, visita el cielo Santa Oria y contempla a sus habitantes, su organización y su estructura; contempla también el premio que ha ganado con sus obras y que se le reserva si sabe mantenerlo. En la segunda visión, es santa María, rodeada de vírgenes, la que visita a la penitente para comunicarle que sus nuevas oraciones y sus sacrificios le han asegurado el premio y que se acerca su muerte, por lo tanto. En la visión tercera, se traslada Oria al Monte de los Olivos y comienza a gozar en él de la eterna bienaventuranza. Es entonces, al terminar la visita, cuando tiene lugar la muerte y enterramiento de la reclusa. El breve epílogo certifica por eso su triunfo". La estructura del poema parece encaminada a glorificar la muerte de la santa y entre sus propósitos principales están fomentar la piedad popular y, como sostienen Brian Dutton y posteriormente John Walsh, atraer peregrinos y limosnas para el monasterio de San Millán donde se guardaban las reliquias de la santa y que entonces atravesaba una seria crisis económica. Pero en este caso, al contrario que en otros poemas de Berceo, la intención puramente religiosa y devota es más patente, ya que los milagros son mucho más escasos y dominan las visiones: su intención es más bien animar a las monjas de la época, recluidas en monasterios como el de San Millán de la Cogolla, entregadas a la vida contemplativa y dedicadas a la castidad y al sacrificio.

## Manuscritos
La obra nos ha llegado en un único texto que se conserva en un códice del siglo XIV (F) hoy en la Real Academia Española, y en tres copias del siglo XVIII sacadas de aquel. Una de ellas se encuentra en la llamada Copia de Ibarreta (= I, ms. 93 del archivo de Silos). Otra fue hecha por el P. Diego de Mecolaeta, abad de San Millán (1737-1742), bastante mala, de la que sacó otra copia el poeta ilustrado Tomás de Iriarte que acumula aún más errores y hoy se guarda en la Biblioteca Nacional de España. Al códice del siglo XIV le faltan dos folios, uno de los cuales se perdió después de las copias del siglo XVIII.